# Літературний музей імені П. О. Ойунського
Літературний музей імені П. О. Ойунського (рос. Литературный музей имени П. А. Ойунского) — державний літературний музей у місті Якутськ (Республіка Саха, Росія).

## Історія
Відкритий 17 квітня 1970 року. Музею присвоєно ім'я видатного державного громадського діяча, основоположника якутської радянської літератури Платона Олексійовича Ойунського. На початку музей був організований як літературний музей в будинку, де проживав Платон Ойунський зі своєю сім'єю в 1935—1938 роках.
У 1980 році було відкрито нову будівлю музею.
Директор музею — Микола Олексійович Лугінов.

## Розділи музею
- Витоки якутської письмової літератури.
- Створення масової писемності.
- Якутські класики — засновники якутської літератури.
- Сучасна Якутська література (за жанрами).
- Дружба літератур — дружба народів.
- Літературно-художній орган спілки письменників Якутії.

У постійній експозиції також є розділ, присвячений репресованим письменникам Якутії. Серед експонатів — копії фотографій і документів, у тому числі зі слідчих і особистих справ. Всього список репресованих письменників Якутії налічує 28 осіб.

## Склад музейного комплексу
- Меморіальний будинок-музей.
- Якутська юрта — точна копія юрти, де народився і виріс Платон Ойунський.